# Niels Christian Kierkegaard
Niels Christian Kierkegaard (24. september 1806 i København – 14. august 1882 i Besser på Samsø) var en dansk tegner og litograf.
Hans forældre var silke- og klædehandler Anders Andersen Kierkegaard og Karen Jørgensen. Kierkegaard kom på Kunstakademiet i 1. frihåndsskole 1821, avancerede til gipsskolen 1824 og modelskolen 1827, hvor han var elev af J.L. Lund og Heinrich Buntzen. Han var dernæst ansat som tegnelærer ved Landkadetakademiet og private skoler i årene 1833-61. Han udstillede på Charlottenborg Forårsudstilling 1830-32, 1834 og 1841, men fik mindre tid til kunsten, da han blev tegnelærer.
Kierkegaards tegninger har meget forskelligt præg: Nogle er påvirket af J.V. Gertners robuste fremgangsmåde, hvor der er anvendt blyant, sort- og hvidkridt, der giver en fortættet overflade, mens andre knytter sig nærmere til Edvard Lehmanns lettere streger, der af og til ses forhøjet med akvarelfarve. Hans bedste arbejder er skitseagtige (fx den kendte tegning af fætteren Søren Kierkegaard). Om denne tegning siges også, at modellens utålmodighed kun levnede kunstneren ganske kort studietid. Kierkegaard signerede sig C.K.
Han døde ugift og er begravet på Assistens Kirkegård.

## Værker
Portrættegninger:
- Christiane Schmidt-Phiseldeck, f. Braae (1833, Det Kongelige Bibliotek)
- Sophus Danneskjold-Samsøe (1835, Frederiksborgmuseet)
- Søren Kierkegaard (1838, sammesteds, gengivet i xylografi 1876, i xylografi af O. Andersen og af K. Hendriksen 1919)
- Søren Kierkegaard (ca. 1840, efter denne en tegning på Frederiksborgmuseet, xylografier 1877 og 1891 og radering af I. Borchert fra 1929)
- Heinrich Buntzen (1844, Frederiksborgmuseet)
- Peter Raadsig (1848, smst.)
- Ditlev Blunck (smst.)
- Dronning Caroline Amalie (udstillet 1841)
- Mindeblade for Julie A. Thomsen, født Kierkegaard (46 stk., fra 1848, privateje, fotos i Det Kongelige Bibliotek)
- Selvportræt (1882, på titelbladet af foregående)

Topografiske tegninger:
- Parti fra Lyngby (1847, Den Kongelige Kobberstiksamling)
- Parti fra Dyrehaven (1848, smst.)
- En gård tæt ved "Over Stalden" (1852, smst.)

Grafiske portrætter:
- Litografi af J.K. Blok Tøxen efter tegning af I.F. Møller (ca. 1830)
- Enkelte efter eget forlæg findes i Frederiksborgmuseet, Det kgl. Bibliotek og i Kobberstiksamlingen